# Красный Двор (Смоленская область)
Кра́сный Двор — деревня в Руднянском районе Смоленской области России. Входит в состав Переволочского сельского поселения. Население — 426 жителей (2007 год). 
Расположена в западной части области в 0,5 км к северу от Рудни, в 1 км севернее автодороги А141 Орёл — Витебск, на берегу реки Малая Березина. В 2 км южнее деревни расположена железнодорожная станция Рудня на линии Смоленск — Витебск. 

## История
В годы Великой Отечественной войны деревня была оккупирована гитлеровскими войсками в июле 1941 года, освобождена в октябре 1943 года.